# Patricia Djaté-Taillard
Patricia Djaté-Taillard, z domu Djaté (ur. 3 stycznia 1971 w Paryżu) – francuska lekkoatletka, biegaczka średniodystansowa, srebrna medalistka halowych mistrzostw świata i halowa mistrzyni Europy, olimpijka.

## Kariera sportowa
Zajęła 8. miejsce w sztafecie 4 × 400 metrów na mistrzostwach świata juniorów w 1988 w Greater Sudbury. Odpadła w eliminacjach biegu na 800 metrów na mistrzostwach Europy juniorów w 1989 w Varaždinie. Zajęła 8. miejsce w finale tej konkurencji na mistrzostwach świata juniorów w 1990 w Płowdiwie.
Jako seniorka zajęła 4. miejsce w biegu na 800 metrów na igrzyskach śródziemnomorskich w 1993 w Narbonie. Odpadła w eliminacjach tej konkurencji na halowych mistrzostwach Europy w 1994 w Paryżu, a na mistrzostwach Europy w 1994 w Helsinkach zajęła w niej 7. miejsce. Odpadła w półfinale biegu na 800 metrów na halowych mistrzostwach świata w 1995 w Barcelonie.  Zajęła 4. miejsce w finale tej konkurencji na mistrzostwach świata w 1995 w Göteborgu.
Zwyciężyła w biegu na 800 metrów na halowych mistrzostwach Europy w 1996 w Sztokholmie, wyprzedzając Stellę Jongmans z Holandii i Swietłanę Mastierkową z Rosji. Zajęła 6. miejsce w finale tej konkurencji na igrzyskach olimpijskich w 1996 w Atlancie.
Zdobyła srebrny medal w biegu na 1500 metrów na halowych mistrzostwach świata w 1997 w Paryżu, przegrywając jedynie z Rosjanką Jekatieriną Podkopajewą, w wyprzedzając Polkę Lidię Chojecką (druga na mecie Amerykanka Mary Slaney została zdyskwalifikowana z powodu dopingu). Odpadła w półfinale na tym dystansie na mistrzostwach świata w 1997 w Atenach, a także w eliminacjach biegów na 800 metrów i na 1500 metrów na mistrzostwach Europy w 1998 w Budapeszcie. Zajęła 5. miejsce w finale biegu na 1500 metrów na halowych mistrzostwach Europy w 2000 w Gandawie.
Djaté-Taillard była mistrzynią Francji w biegu na 800 metrów w 1994 i 1999, wicemistrzynią na tym dystansie w 1992 i brązową medalistką w biegu na 400 metrów w 1995. W hali była mistrzynią Francji w biegu na 800 metrów w latach 1994–1997 i 1999 oraz w biegu na 1500 metrów w 2000.
Była trzykrotną rekordzistką Francji w biegu na 800 metrów do czasu 1:56,53, uzyskanego 9 września 1995 w Monako oraz jednokrotną w biegu na 1500 metrów z wynikiem 4:02,26, osiągniętym 23 sierpnia 1996 w Brukseli.
Jest aktualną (październik 2021) rekordzistką Francji w biegu na 800 metrów ze wspomnianym wynikiem 1:56,53, a także w biegu na 1000 metrów z wynikiem 2:31,93 (25 sierpnia 1995 w Brukseli).

## Rekordy życiowe
Rekordy życiowe Patricii Djaté-Taillard:
- bieg na 800 metrów – 1:56,53 (9 września 1995, Monako)
- bieg na 800 metrów (hala) – 2:01,04 (19 lutego 1999, Gandawa)
- bieg na 1000 metrów – 2:31,93 (25 sierpnia 1995, Bruksela)
- bieg na 1000 metrów (hala) – 2:37,87 (28 lutego 1997, Eaubonne)
- bieg na 1500 metrów – 4:02,26 (23 sierpnia 1996, Bruksela)
- bieg na 1500 metrów (hala) – 4:06,16 (9 marca 1997, Paryż)
- bieg na milę – 4:27,58 (16 lipca 1997, Nicea)